# Воздвиженское (Ставропольский край)
Воздви́женское — село в Апанасенковском муниципальном округе Ставропольского края России.

## Варианты названия
- Дивенский[6],
- Здвиженское[7],
- Здвиженская[2],
- Дурноселовка[7],
- Дурносёловка[8],
- Воздвиженка[9],
- Нововоздвиженское[2].

## Физико-географическая характеристика
Село расположено на берегу реки Калаус в восточной части Ставропольского края, в зоне рискованного земледелия и граничит с Республикой Калмыкия. На его территории имеются реки Калаус и Маныч, озеро Маныч и озеро Подманок 2-й. Рельеф степной, природные ресурсы представлены малоплодородными почвами — светло-каштановыми.
Расстояние до краевого центра: 220 км.
Расстояние до районного центра: 46 км.

## История
Датой основания села считается 1874 год, когда «первые 600 переселенцев из губерний Центральной России и Украины обосновались на свободных землях Северо-Западной части Трухмянской степи у берегов реки Калаус. Но не совсем там, где определили им чиновники из Управления госимуществом Ставропольской губернии, за что новоявленное селение было прозвано Дурноселовкой». В 1876 году местные жители имели около 4700 десятин земли, в 1877 году около 7000 десятин.
По данным справочника «Административно-территориальное устройство Ставрополья с конца XVIII века по 1920 год» (2008), населённый пункт основан в 1871 году как отсёлок Дивенский Новогригорьевского уезда (между селом Дивным и урочищем Шара-Халсун). 2 декабря 1875 года отсёлок был переименован в село Здвиженское Винодельненской (с 1879 года — Дивненской волости). А. И. Твалчрелидзе в своей книге «Ставропольская губерния в статистическом, географическом, историческом и сельскохозяйственном отношениях» (1897) высказал предположение, что такое название было образовано от слова «сдвинуть». Прежде, чем поселиться на настоящем месте, жители самовольно заняли землю кочующих туркмен. После образования селения последние обжаловали действие крестьян, и полицейские, предприняв соответствующие меры, «сдвинули» поселенцев с населённого места. Отсюда и возникло первое официальное название поселения — Здвиженское. По мнению ставропольского краеведа В. Г. Гниловского, подобная трактовка является ошибочной и на самом деле «слово Здвиженское представляет испорченное наименование Воздвиженское»; в свою очередь происхождение имени Дурносёловка учёный связывал с описанным выше конфликтом между кочевниками и поселенцами.
Согласно указанному выше справочнику, к 1 октября 1880 года в Здвиженском начитывалось 299 душ обоего пола. С 1 января 1881 года село образовывало Здвиженскую волость.
В архивных документах за 1882 год этот населённый пункт упоминается как станица Здвиженская, а с 1884 года — как село Здвиженское. С 1894 года в официальных документах появляется его новое название — Воздвиженское (произошло от наименования построенной здесь церкви Воздвижения Святого Креста Господня). Также встречаются варианты Воздвиженка и Нововоздвиженское.
В 1883 году к селу Воздвиженскому, с согласия кочевников, было прирезано около 10 500 десятин земли от дачи Шарахалсун. Ещё около 3000 десятин сельское общество арендовало в Верхне-Чограйской даче. В том же году в состав земель Воздвиженского также были включены соляные озёра Довсун, Большое и Малое Каразауко, Калмыкское, Чогра. В двух из этих озёр, лежащих в 10—12 верстах от села, воздвиженцы добывали соль, торговля которой приносила им небольшой доход.
25 марта 1885 года во время пожара сгорела находившаяся в селе деревянная церковь. 23 февраля 1888 года было освящено строительство нового храма в честь Воздвижения Святого Креста Господня, которое завершилось в 1890 году. В 1893 году построено начальное училище.
В 1897 году в селе проживало 3956 человек (2056 мужчин, 1900 женщин), из них 3922 — православного вероисповедания:43. В распоряжении жителей было около 17 400 десятин земли.
Согласно книге А. И. Твалчрелидзе «Ставропольская губерния в статистическом, географическом, историческом и сельскохозяйственном отношениях» (1897), Воздвиженское состояло из 497 дворов с таким же количеством домов, площадь закреплённых за ним земель составляла 23 790 десятин. По окладным листам в селе числилось 1036 «ревизских душ», а по посемейным спискам — 3975 «наличных душ» (2040 мужчин и 1935 женщин). Иногородних проживало 372 человека (175 мужчин и 197 женщин). Основным занятием жителей было хлебопашество и скотоводство. В Воздвиженском существовали волостное правление, 4 мануфактурные, бакалейная, 2 мелочные лавки, 2 питейных дома, 18 ветряных мельниц, маслобойня, гончарный завод, 2 здания для хранения запасов общественного зерна, общественная квартира. Имелась площадь, на которой по воскресеньям организовывались базары. Селяне вели торговлю излишками зерна и скота с губернским городом Ставрополем и селом Петровским, отправляя туда крупные партии товаров. Скот продавался на месте и на ярмарках в соседних сёлах: Дивном, Дербетовском и Петровском.
В 1900 году Новогригорьевский уезд был переименован в Благодаринский (Благодарненский) в связи с перенесением уездного центра в село Благодарное. В начале XX века в уезде было 3 стана. Волостное село Воздвиженское относилось к 3-му стану. В 1903 году в нём проживало 5957 человек. Имелось одноклассное училище Министерства народного просвещения, в котором занималось 75 учеников. Действовали 3 маслобойни, 3 крупяных, 10 овчинодельных, кирпичный и горшечный заводы, 21 ветряная мельница. Кроме самого Воздвиженского в составе волости значились хутора Вознесенские. Общее число дворов в волости — 774, число жителей в них — 6016; количество десятин земли — 17 443:11,28.
По данным 1920 года, Воздвиженская волость по-прежнему относилась к Благодарненскому уезду Ставропольской губернии и состояла из одного населённого пункта — села Воздвиженского. Общее число жителей волости — 3954, площадь земель — 13 289 десятин.
К середине 1960-х годов было установлено прямое автобусное сообщение с районным центром, построен промкомбинат для выполнения бытовых услуг.
На 1 марта 1966 года село было центром Воздвиженского сельсовета Апанасенковского района Ставропольского края:8.
До 16 марта 2020 года образовывало упразднённое сельское поселение село Воздвиженское.

## Население
| 1897  | 1903  | 1908  | 1925  | 1926  | 1989  | 2002  | 2010  | 2011  |
| ----- | ----- | ----- | ----- | ----- | ----- | ----- | ----- | ----- |
| 3956  | ↗5957 | ↘5536 | ↘3263 | ↗3605 | ↘2497 | ↘2379 | ↘2190 | ↘2183 |
| 2012  | 2013  | 2014  | 2015  | 2016  | 2017  | 2018  | 2019  | 2020  |
| ↘2121 | ↘2090 | ↘2057 | ↘2018 | ↘1993 | ↘1958 | ↗1963 | ↗1971 | ↘1930 |
| 2021  |       |       |       |       |       |       |       |       |
| ↘1923 |       |       |       |       |       |       |       |       |

Национальный состав
По итогам переписи населения 2010 года проживали следующие национальности (национальности менее 1 %, см. в сноске к строке «Другие»):
| Национальность | Численность | Процент |
| -------------- | ----------- | ------- |
| Русские        | 1860        | 84,93   |
| Даргинцы       | 204         | 9,32    |
| Армяне         | 26          | 1,19    |
| Украинцы       | 26          | 1,19    |
| Другие         | 74          | 3,38    |
| Итого          | 2190        | 100,00  |

## Органы власти
Дума сельского поселения Село Воздвиженское.
Главы поселения
- Галина Валентиновна Адамова (c 13 марта 2011 г.)
- Коротыч Михаил Михайлович (род. 1965). До избрания занимал должность врача-стоматолога Воздвиженской врачебной амбулатории ГБУЗ СК «Апанасенковская РБ им. Пальчикова»[47]

Администрация сельского поселения Село Воздвиженское

## Инфраструктура
- Администрация села Воздвиженского
- Учреждение культуры села Воздвиженского. Открыто 28 апреля 1964 года[48]
- Сбербанк России, Филиал № 5241/00004
- Общественное открытое кладбище площадью 61 441 м²[49]

## Образование
- Детский сад № 7 «Журавушка»
- Средняя общеобразовательная школа № 9

## Экономика
- Сельскохозяйственная артель (колхоз) «Родина»[50]

## Люди, связанные с селом
- Черногоров Александр Леонидович (р. 1959, Воздвиженское), губернатор Ставропольского края (1996—2008)

## Памятники
- Памятник воинам, погибшим в годы Великой Отечественной войны. Установлен в 1974 году[51]
- Памятник В. И. Ленину[51]